# 9786 Gakutensoku
A 9786 Gakutensoku (ideiglenes jelöléssel 1995 BB) a Naprendszer kisbolygóövében található aszteroida. Kobajasi Takao fedezte fel 1995. január 19-én.